# حب الشباب العصبي السحجي
حب الشباب العصبي السحجي(بالإنجليزية: Excoriated acne)‏ (ويسمى ايضاً حب الشباب المنتقى) وهو يعد عد معتدل يظهر نتيجة مرض جلدي</ref> أو بسبب سحج وكشط الحبوب بطريقة عصبية وغالبا مايكون لدى الفتيات تحت تاثير ضغوط نفسية معينة. 